# Thonon-les-Bains
Thonon-les-Bains (IPA: [tɔ.nɔ̃.lɛ.bɛ̃]; arpitán nyelven: Tonon) település Franciaországban, Haute-Savoie megyében. Lakosainak száma 37 689 fő (2022. január 1.). A határokon átívelő Genfi agglomeráció része. A tóparti fekvésének és az északi Alpok közelségének köszönhetően fürdővárossá fejlődött, közkedvelt nyári üdülőhely.

## Története
Egykoron a Savoyai Hercegség Chablais provinciájának fővárosa volt.

## Elhelyezkedése
A Genfi-tó partján fekszik, Genftől 30 kilométerre. Thonon-les-Bains Allinges, Anthy-sur-Léman, Armoy, Marin és Publier községekkel határos.

## Közlekedés
A Gare de Thonon-les-Bains vasúti összeköttetéssel rendelkezik Lyon, Évian-les-Bains, Annemasse és Genf felé.

## Népesség
A település népessége az elmúlt években az alábbi módon változott:
| Lakosok száma | 34 610 | 34 895 | 36 296 | 34 756 | 35 241 | 35 826 | 36 626 | 37 027 | 37 689 |
|               | 2013   | 2015   | 2016   | 2017   | 2018   | 2019   | 2020   | 2021   | 2022   |

## Testvértelepülések
- Eberbach, Németország[5]
- Mercer Island, Amerikai Egyesült Államok[6][7]

## Galéria

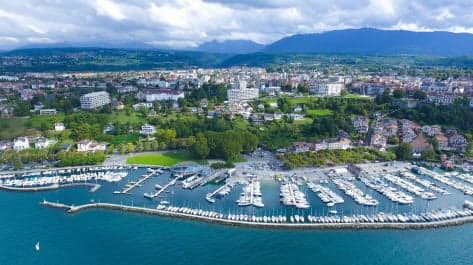
Thonon-les-Bains és a Genfi-tó látképe
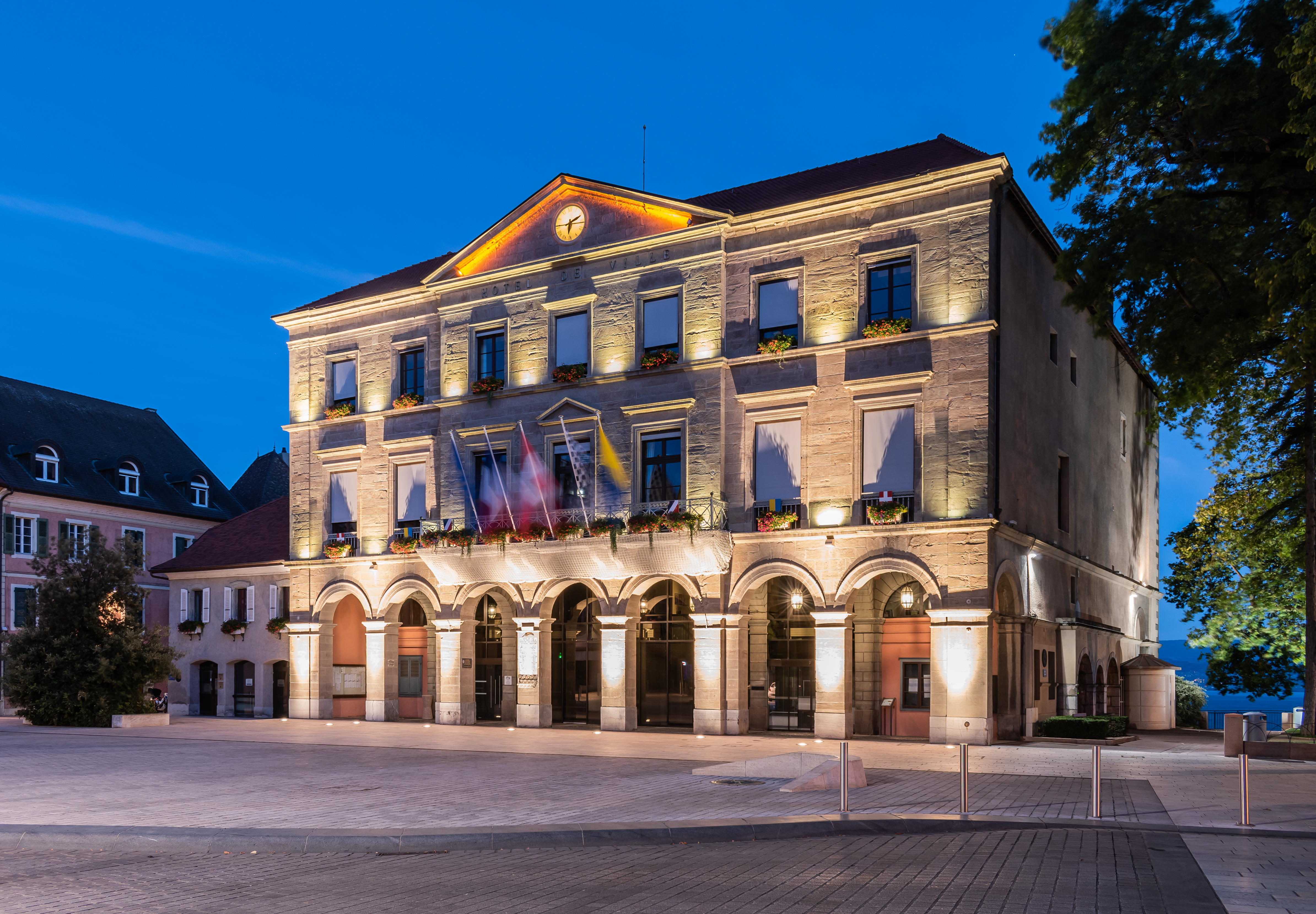
Városháza
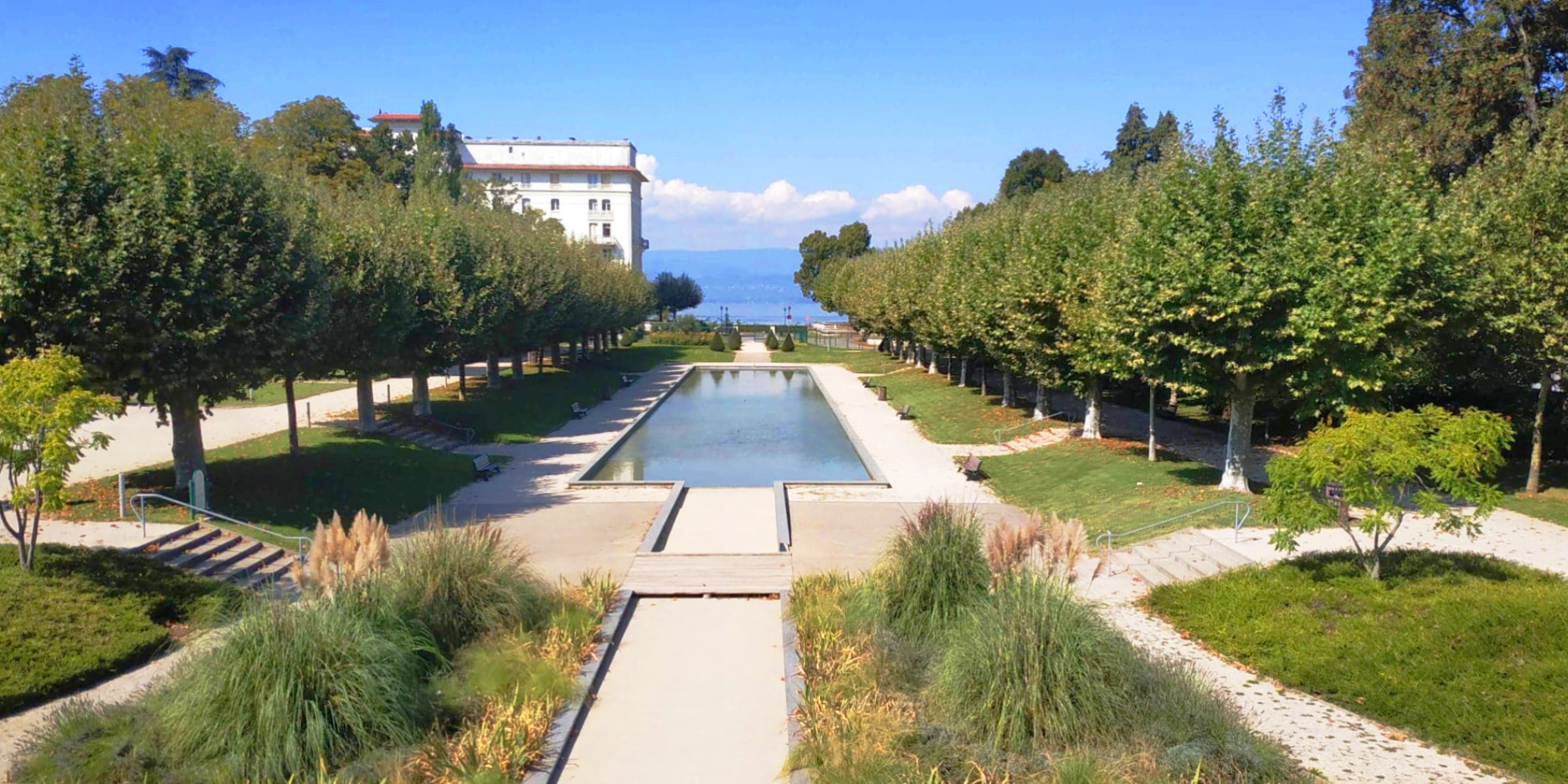
Termálpark
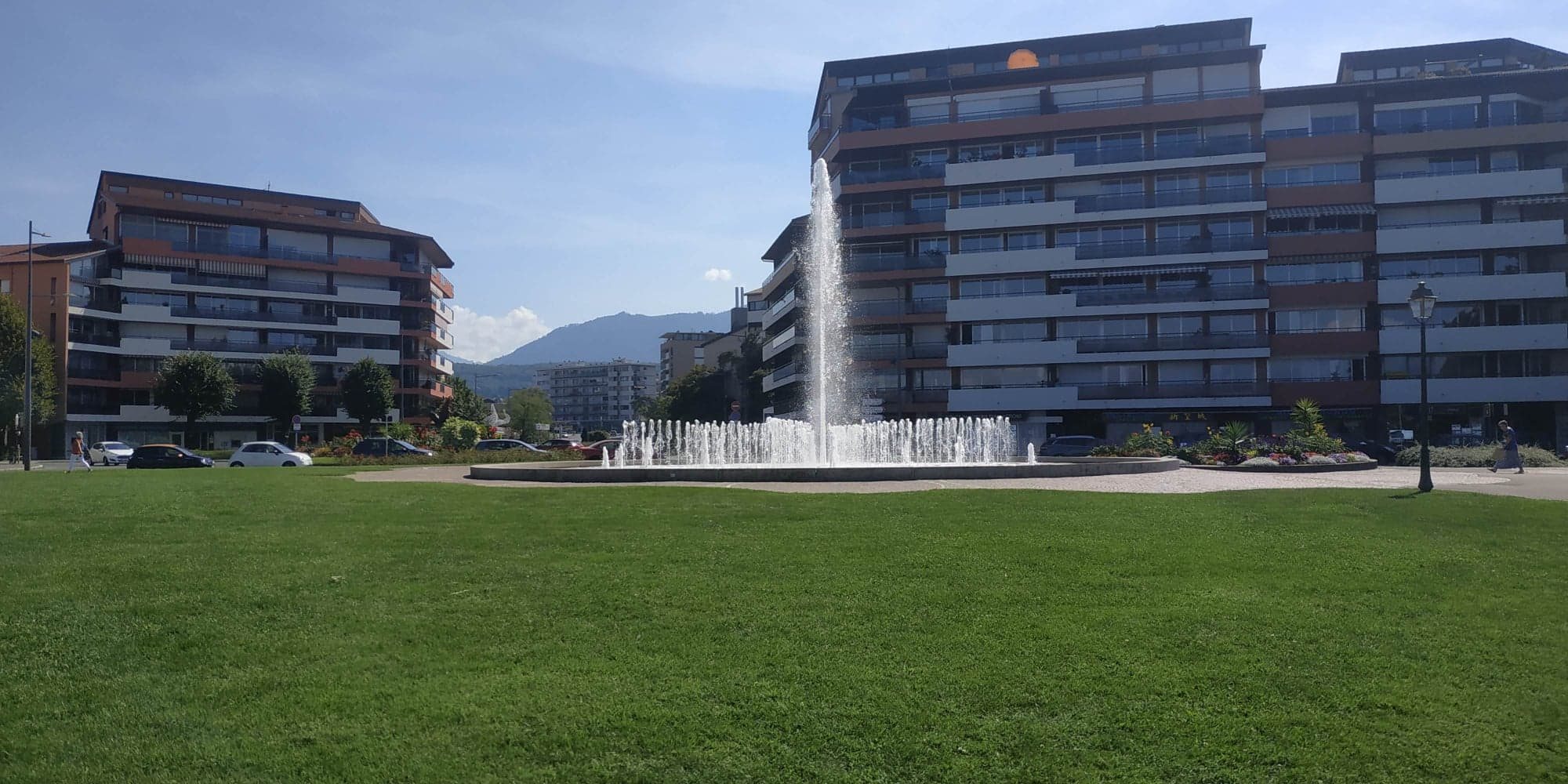
Parc du Belvédère